# PGC 14033
LEDA/PGC 14033 ist eine spiralförmige Radiogalaxie vom Hubble-Typ Scd im Sternbild Perseus am Nordsternhimmel. Sie ist schätzungsweise 184 Millionen Lichtjahre von der Milchstraße entfernt und hat einen Durchmesser von etwa 25.000 Lichtjahren. Vom Sonnensystem aus entfernt sich das Objekt mit einer errechneten Radialgeschwindigkeit von näherungsweise 4.100 Kilometern pro Sekunde. Nach Lage der Daten bildet sie gemeinsam mit PGC 14034 ein gravitativ gebundenes Galaxienpaar.
Im selben Himmelsareal befinden sich unter anderem die Galaxien NGC 1465, PGC 1993627, PGC 2006400, PGC 2011704.